# Spettrometro di massa

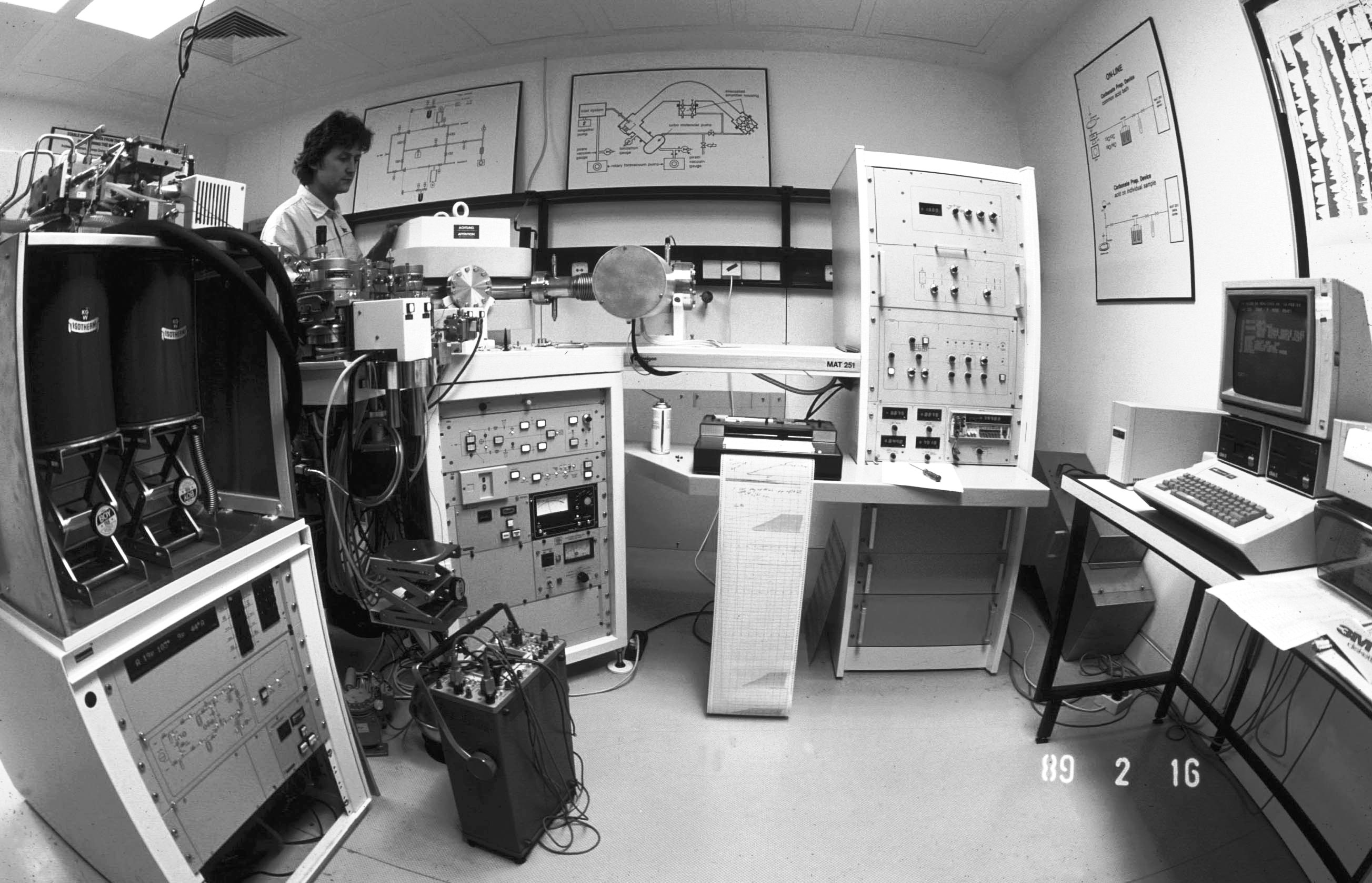
Uno spettrometro di massa del 1989

Lo spettrometro di massa è uno strumento analitico che separa gli ioni aventi la stessa carica e massa diversa, o più in generale aventi rapporto di massa su carica diverso (come sono ad esempio gli isotopi). Uno spettrometro particolarmente adatto alla misura delle abbondanze isotopiche è quello esclusivamente magnetico progettato intorno al 1920 da Arthur Jeffrey Dempster, oltre a quelli di Francis William Aston e Joseph Thomson. 

## Principi teorici
Gli ioni prodotti da una sorgente passano attraverso una coppia di fenditure strette che ne definiscono la traiettoria e tra le quali è applicata una differenza di potenziale. All'uscita dalla seconda fenditura tutti gli ioni, a parità di carica, indipendentemente dalla loro massa possiedono l'energia cinetica:                                                                      
{\displaystyle E_{c}={\frac {1}{2}}mv^{2}=qV}
Si ottiene così un fascio di ioni isoenergetici (aventi la medesima energia) sottile e collimato che entra in una regione in cui agisce soltanto un campo magnetico B uniforme. Essi sono in questo modo sottoposti a una forza, detta forza di Lorentz, data dalla seguente relazione:
{\displaystyle {\vec {F}}=q\cdot ({\vec {E}}+{\vec {v}}\times {\vec {B}})}
Poiché il campo elettrico E in questo caso è nullo, la forza è dovuta al solo campo magnetico. Il raggio di curvatura della traiettoria, che si ricava eguagliando la forza di Lorentz alla forza centripeta, è dato da:
{\displaystyle r={\frac {mv}{qB}}}
Poiché la massa m, il campo B e la carica q sono costanti, e la velocità v non cambia in modulo essendo la forza esclusivamente centripeta, anche il raggio di curvatura è costante, dunque la traiettoria descritta dalla particella è un arco di circonferenza. A parità di energia cinetica e di carica, a masse diverse corrispondono velocità diverse, e quindi raggi diversi. Il rapporto massa carica risulta quindi determinato per i vari tipi di ioni dalla misura di r, noti il campo magnetico e la differenza di potenziale acceleratrice. 
Il rivelatore di posizione, a differenza di quanto avviene in uno spettrografo di massa (che utilizza una lastra fotografica), è di natura elettronica.

## Strumentazione

### Introduzione del campione
Gli spettrometri di massa operano in condizioni di alto vuoto a seconda della sezione dello strumento considerata: 10-4 mmHg nella sezione di ionizzazione (fanno eccezione i sistemi di ionizzazione a pressione atmosferica (i.d. APCI) e a plasma (ICP)) ; 10-8 nel sistema di analizzazione (separazione degli ioni) e nel sistema di rivelazione. Tutto ciò è necessario per poter ottenere uno spettro con buona risoluzione, in quanto l'analizzatore dello spettrometro di massa separa in base alla quantità di moto. La presenza di eventuali molecole di gas atmosferico, infatti, potrebbe interferire con gli ioni, variandone l'energia cinetica e peggiorando il rapporto segnale/rumore.
L'analita viene introdotto nello strumento in ragione di pochi microgrammi e può essere introdotto direttamente o tramite un'interfaccia. Per introduzione diretta si introducono campioni solidi e liquidi altobollenti con la sonda per introduzione diretta, i liquidi bassobollenti si introducono collegando il recipiente che contiene il liquido alla sorgente sotto vuoto con un capillare sul quale si trova un restringimento per non sbilanciare troppo il vuoto.
Se lo strumento è collegato in uscita a una colonna cromatografica, come è ormai prassi in molti casi, il campione entra nello strumento al termine dell'eluizione o direttamente in fase gassosa o tramite un'interfaccia immediatamente a valle della colonna.
Per la gascromatografia si utilizzavano le interfacce jet separation o open split, ma con le colonne capillari più moderne (flussi < 1 ml/min) è possibile accoppiare direttamente la colonna alla sorgente.
Per l'HPLC sono state sviluppate e abbandonate diverse interfacce sia ionizzanti (la ionizzazione avviene direttamente nel sistema di introduzione) sia non ionizzanti (la sorgente è separata dal sistema di introduzione), attualmente la più utilizzata è l'interfaccia ionizzante elettrospray.
Per quanto riguarda l'elettroforesi capillare, le interfacce utilizzate sono: l'interfaccia a giunzione liquida, l'interfaccia coassiale e l'interfaccia senza make-up.

### Ionizzazione
L'analita può venire ionizzato secondo varie tecniche: l'espulsione di elettroni, la protonazione, la deprotonazione, la cationizzazione. Con l'espulsione di elettroni si genera uno ione-radicale, specie molto instabile che può subire facilmente frammentazione, mentre con la protonazione e deprotonazione si genera uno ione pseudomolecolare. La massa del composto è semplice da rilevare a partire dal rapporto m/z perché nella maggior parte dei casi la carica dello ione è unitaria positiva (+1).
Le tecniche di ionizzazione più usate sono: ionizzazione elettronica, ionizzazione chimica, MALDI (matrix-assisted laser desorption/ionization), ESI, APPI, APCI. L'impatto elettronico sfrutta il bombardamento con elettroni accelerati da un campo elettrico e provoca una notevole frammentazione (ionizzazione hard). La ionizzazione chimica è una ionizzazione indiretta basata su specie ioniche ottenute preventivamente ionizzando molecole di gas con basso peso molecolare quali il metano o l'isobutano; è una tecnica di ionizzazione più "morbida" (ionizzazione soft).
La tecnica MALDI consiste nell'assorbire il campione su una matrice che viene successivamente bombardata con un fascio laser (spesso un laser ad azoto). Grazie al fenomeno del desorbimento, il campione viene rilasciato in forma "clusterizzata", ovvero complessato con la matrice. Molto spesso la tecnica MALDI viene abbinata a spettrometri dotati di analizzatore a tempo di volo (Time of flight, TOF), dà poca frammentazione (soft) e permette di analizzare composti con alto peso molecolare.
Metodi di ionizzazione sono:
- Ionizzazione elettronica (EI: Electron ionization)
- Ionizzazione chimica (CI: Chemical ionization)
- Desorbimento di campo (FD: Field desorption)
- Desorbimento laser (LD: Laser desorption)
- Desorbimento a plasma (PD: Plasma desorption)
- Bombardamento con atomi veloci (FAB: Fast atom bombardment)
- Thermospray (TS)
- Elettrospray/Ionspray (ESI: Electrospray)
- Desorbimento/ionizzazione laser assistita da matrice (MALDI: Matrix-assisted laser desorption/ionization)
- Ionizzazione chimica a pressione atmosferica (APCI: Atmospheric pressure chemical ionization)
- Fotoionizzazione a pressione atmosferica (APPI: Atmospheric pressure photoionization)
- Desorbimento per ionizzazione elettrospray (DESI: Desorption electrospray ionization)
- Analisi diretta in tempo reale (DART: Direct analysis in real time)
- Ionizzazione elettrospray con sonda di campionamento (SPESI: Sampling probe electrospray ionization)
- Spettrometria di massa di ioni secondari (SIMS: Secondary ion mass spectrometry); spettrometria di massa liquida di ioni secondari (LSIMS: Liquid secondary ion mass spectrometry)

### Separazione degli ioni
Qualunque sia il metodo impiegato per ionizzare il campione, il flusso di ioni prodotto entra nell'analizzatore, cioè in un dispositivo capace di separare gli ioni in funzione del loro rapporto massa/carica (m/z), in maniera analoga a come un monocromatore separa le diverse lunghezze d'onda in spettrofotometria.
Esistono diversi tipi di analizzatore:
- Settore magnetico. Insieme al settore elettrostatico forma la doppia focalizzazione.
- Quadrupolo; esapolo; ottapolo
- Trappola ionica
- Tempo di volo (TOF: Time of flight)
- FT-Orbitrap
- Risonanza ionica ciclotronica a trasformata di Fourier (FT-ICR: Fourier transform-ion cyclotron resonance)

I modi di funzionamento degli analizzatori sono:
- Scansione (in lingua inglese scan): si vedono tutti gli m/z.
- Scansione ristretta (in lingua inglese narrow scan): si vede un certo intervallo di m/z.
- Monitoraggio di uno ione selezionato (in lingua inglese selected ion monitoring, SIM): si vede solo un m/z.

Esistono spettrometri di massa a bassa e ad alta risoluzione in base alla capacità di separare due ioni aventi masse molto vicine tra loro. La massima risoluzione è ottenibile con strumenti ad ultra alto vuoto. 

#### Settore magnetico
Si basa sul fatto che ioni con la stessa carica e massa diversa immersi in un campo magnetico percorreranno una traiettoria con raggi di curvatura differenti.
In accoppiamento con il settore elettrostatico forma l'analizzatore a doppia focalizzazione.

#### Quadrupolo
È un analizzatore ideato da Wolfgang Paul, per il quale vinse il premio Nobel ex aequo per la fisica nel 1989.

Il flusso di ioni attraversa uno spazio a sezione quadrata al centro di quattro barre orizzontali parallele alle cui coppie diagonalmente opposte vengono applicate tensioni continue di segno opposto. Questo campo elettrico fisso, unito ad un altro oscillante con frequenze dell'ordine delle onde radio, fa muovere gli ioni secondo traiettorie sinusoidali consentendo solo a quelli di una data massa di attraversare l'intero quadrupolo e giungere al rivelatore.

La modulazione del segnale radio consente di scandire l'intero arco delle masse corrispondenti.
Gli strumenti con questo tipo di separatore risultano essere più compatti nelle dimensioni e generalmente meno costosi di quelli basati sul campo magnetico statico.

#### Trappola ionica
Basata su un principio fisico analogo a quello sfruttato dal quadrupolo, la trappola ionica trattiene al suo interno tutti gli ioni liberandoli selettivamente al variare dell'intensità del campo elettrico oscillante. Esistono tre principali tipologie di trappole ioniche che si differenziano per la loro configurazione: QIT (Quadrupole Ion Trap, tridimensionale), LTQ (Linear Trap Quadrupole, lineare) e la trappola ionica cilindrica.

#### Tempo di volo (time of flight, TOF)
L'energia cinetica degli ioni creati nella camera di ionizzazione dipende dal potenziale di accelerazione; questo significa che gli ioni, lasciati liberi di muoversi su una traiettoria rettilinea in assenza di altri campi elettrici o magnetici, si muovono con velocità diverse in funzione della loro massa
{\displaystyle v={\sqrt {\frac {2qV}{m}}}}
per un analizzatore di data lunghezza si ha quindi che il tempo di volo, cioè il tempo impiegato da uno ione per percorrere l'intero spazio dell'analizzatore e giungere al rivelatore, t è
{\displaystyle t=k{\sqrt {\frac {m}{q}}}}
in cui k è una costante tipica dello strumento.

Il valore di t è generalmente dell'ordine di pochi (5–20) microsecondi.

È chiaro che se gli ioni entrano nell'analizzatore a tempo di volo in continuazione, come nel caso degli analizzatori precedenti, è impossibile ottenere una loro separazione. La miscela di ioni deve essere quindi suddivisa in una serie di brevissimi impulsi agendo sul potenziale di accelerazione.

### Rivelatori
Si tratta generalmente di dinodi, cioè moltiplicatori elettronici capaci di amplificare la debolissima corrente prodotta dagli ioni che hanno superato l'analizzatore. I segnali ottenuti in questo modo vengono poi trasmessi ad un calcolatore in grado, con l'opportuno software, di rappresentare l'abbondanza di ogni ione in funzione della sua massa, cioè lo spettro di massa finale.
L'uso dei calcolatori permette inoltre di combinare rapidamente la gestione dei parametri dello strumento con la ricerca bibliografica in librerie di spettri in formato elettronico, in modo da automatizzare l'identificazione dei composti in base al loro spettro ed alle condizioni operative in cui è stata condotta l'analisi.
I rivelatori dei primi spettrometri, erano lastre fotografiche.